# Kergetjük az amerikai álmot
A Kergetjük az amerikai álmot (angolul: How to Make It in America) amerikai televíziós dramedysorozat, amely 2010. február 14. és 2011. november 20. között futott az HBO adón. A sorozat két, a divatszakmába betörni próbáló barát, Ben Epstein (Bryan Greenberg) és Cam Calderon (Victor Rasuk) életét követi nyomon New Yorkban.
A sorozat befejezését 2011. december 20-án jelentette be az HBO a szükséges nézőközönség és visszhang elnyerésének hiánya miatt. Mark Wahlberg executive producer a GQ magazinnak adott interjújában 2012 januárjában azt mondta, hogy a sorozat más adón folytatódhat.

## Történet
A Kergetjük az amerikai álmot két huszonéves vállalkozó megpróbáltatásait követi, amint a New York-i divatszférába próbálnak betörni, amely az amerikai álom általuk elképzelt változata. Az erősen versengő piacon való feljebbjutáshoz Ben Epstein és Cam Calderon utcai kapcsolataikat próbálják kihasználni – köztük a sokakat ismerő Domingót és Cam nagybátyját, Renét, aki saját energiaital-márkáját, a Rasta-Mostát próbálja sikerre vinni.

## Szereplők
Főszereplők
- Bryan Greenberg mint Ben Epstein
- Victor Rasuk mint Cam Calderon
- Lake Bell mint Rachel Chapman
- Eddie Kaye Thomas mint David „Kappo” Kaplan
- Scott „Kid” Mescudi mint Domingo Brown
- Luis Guzmán mint Rene Calderon
- Shannyn Sossamon mint Gingy Wu (első évad)
- Gina Gershon mint Nancy Frankenburg (második évad)
- Nicole LaLiberte mint Lulu (második évad)
- Julie Claire mint Robin (második évad)
- Joe Pantoliano mint Felix De Florio (második évad)
- Eriq La Salle mint Everton Thompson (második évad)

## Gyártás
A pilot epizódot Ian Edelman, míg az executive producerek a Törtetőkön is együtt dolgozó Mark Wahlberg, Stephen Levinson, Rob Weiss és Julian Farino mellett Edelman és Jada Miranda voltak. „Ez egy kellemes, szórakoztató sorozat, amely a belvárosban játszódik, és az ottani embereket és a New York-i szubkultúrákhoz való viszonyukat vizsgálja.” – mondta Weiss a Hollywood Reporternek.
Az HBO az első részt online ingyen is elérhetővé tette többek között az iTunes Store-on és a YouTube-on is. A második évad 2011. október 2-án mutatkozott be. Magyarországon a magyar HBO tűzte műsorára a sorozatot.
A sorozat főcímét Isaac Lobe és a Josh & Xander rendezőpáros készítette, míg a @radical.media gyártotta. A főcímdal Aloe Blacc I Need a Dollar című száma. A New Yorkban forgatott video- és fényképmontázs a sorozat témáit jeleníti meg: „keménység, éhség, ambíció, New York multikulturális forgataga és a mindenható dollár kultúrák határait átlépő kergetése.”

## Epizódok
A sorozatnak két évadja és tizenhat része készült el.
| Évad | Évad | Részek száma | Részek száma | Eredeti sugárzás  | Eredeti sugárzás   | Magyar sugárzás   | Magyar sugárzás   |
| Évad | Évad | Részek száma | Részek száma | Évadbemutató      | Évadzáró           | Évadbemutató      | Évadzáró          |
| ---- | ---- | ------------ | ------------ | ----------------- | ------------------ | ----------------- | ----------------- |
|      | 1.   | 8            | 8            | 2010. február 14. | 2010. április 4.   | 2010. április 27. | 2010. május 18.   |
|      | 2.   | 8            | 8            | 2011. október 2.  | 2011. november 20. | 2012. február 28. | 2012. április 17. |

### Első évad (2010)
| Sor. | Év. | Cím                                                  | Rendező         | Író                                                          | Premier                             | Nézettség   |
| ---- | --- | ---------------------------------------------------- | --------------- | ------------------------------------------------------------ | ----------------------------------- | ----------- |
| 1.   | 1.  | Bevezető epizód (Pilot)                              | Julian Farino   | Történet: Ian Eldeman Forgatókönyv: Ian Eldeman és Rob Weiss | 2010. február 14. 2010. április 27. |             |
| 2.   | 2.  | Ropi (Crisp)                                         | Julian Farino   | Rob Weiss                                                    | 2010. február 21. 2010. április 27. |             |
| 3.   | 3.  | Doksik, dolcsik és szövetek (Paper, Denim + Dollars) | Julian Farino   | Ian Eldeman                                                  | 2010. február 28. 2010. május 4.    |             |
| 4.   | 4.  | Boldogtalan születésnap (Unhappy Birthday)           | Julian Farino   | Ian Eldeman & Norman Morril                                  | 2010. március 7. 2010. május 4.     |             |
| 5.   | 5.  | Feltörni Japánban (Big in Japan)                     | Joshua Marston  | Arty Nelson & Donal Lardner & Rob Weiss                      | 2010. március 14. 2010. május 11.   |             |
| 6.   | 6.  | Régi stílusú pólók (Good Vintage)                    | Jonathan Levine | Seth Zvi Rosenfeld & Ian Edelman                             | 2010. március 21. 2010. május 11.   | 0,83 millió |
| 7.   | 7.  | Kergetjük a furgont (Keep On Truck’n)                | Danny Leiner    | Sarah reem & Rob Weiss                                       | 2010. március 28. 2010. május 18.   | 0,57 millió |
| 8.   | 8.  | Sose add fel (Never Say Die)                         | Julian Farino   | Ian Edelman & Rob Weiss                                      | 2010. április 4. 2010. május 18.    | 0,64 millió |

### Második évad (2011)
| Sor. | Év. | Cím                                                       | Rendező            | Író                              | Premier                              | Nézettség   |
| ---- | --- | --------------------------------------------------------- | ------------------ | -------------------------------- | ------------------------------------ | ----------- |
| 9.   | 1.  | Kösz, nem (I’m Good)                                      | Julian Farino      | Ian Edelman                      | 2011. október 2. 2012. február 28.   | 0,47 millió |
| 10.  | 2.  | Csináljuk, vagy sem? (In or Out)                          | Julian Farino      | Jill Soloway                     | 2011. október 9. 2012. március 6.    | 0,46 millió |
| 11.  | 3.  | Pénz, hatalom, magániskola (Money, Power, Private School) | Simon Cellan Jones | Vince Calandra                   | 2011. október 16. 2012. március 13.  | 0,63 millió |
| 12.  | 4.  | Az nem is úgy volt (It’s Not Even Like That)              | Julian Farino      | Seth Zvi Rosenfeld               | 2011. október 23. 2012. március 20.  | 0,48 millió |
| 13.  | 5.  | Mofongo (Mofongo)                                         | Miguel Arteta      | Arty Nelson & Donal Lardner Ward | 2011. október 30. 2012. március 27.  | 0,57 millió |
| 14.  | 6.  | Bocs, ki az a Yosi? (I’m Sorry, Who’s Yosi?)              | Simon Cellan Jones | Ariel Schrag                     | 2011. november 6. 2012. április 3.   | 0,58 millió |
| 15.  | 7.  | Széthúzás (The Friction)                                  | Danny Leiner       | Jill Soloway                     | 2011. november 13. 2012. április 10. | 0,56 millió |
| 16.  | 8.  | Mi is a név? (What’s in a Name?)                          | Simon Cellan Jones | Ian Edelman                      | 2011. november 20. 2012. április 17. | 0,56 millió |

## Fogadtatása
Az első évad vegyes fogadtatásban részesült. Jelenleg százból 59 pontja van a kritikákat összesítő Metacritic oldalon. A New York Daily News újságírója, David Hinkley ötből négy csillagot adott a sorozatnak kedvező kritikájában, és „győztes”-nek nevezte. Brian Lowry a Varietyben már kétkedőbb volt, úgy vélte, hogy ha nem következik be egy drámai ugrás a sorozat minőségében, nem fogja sokáig bírni a fizetős kábeladón. Mark Perigard a Boston Heraldban a sorozatot úgy írta le, mint „az HBO nagysikerű Törtetőkjének keleti parti, pénzügyi kihívásokkal küzdő változata.” A The Hollywood Reporternek író Randee Dawn szerint a sorozat „nem olyan kidolgozott és lebilincselő, mint amilyennek hiszi magát.” Más kritikákban azonban pozitívan vetették össze a Törtetőkkel.
A második évad sokkal melegebb fogadtatásban részesült, és jelenleg 79 pontja van a Metacriticen. Maureen Ryan, a Huffington Post kritikusa szerint „valamivel fegyelmezettebb és koncentráltabb lett, mint az első évad.” Phillip Maciak a Slant Magazine-ban a sorozat jellegzetességeként a „káprázatos látványtervezés” és „az alakítások popnaturalizmusát” nevezte meg: „a Kergetjük az amerikai álmot ezt a konkrét kulturális pillanatot dramatizálja rendkívüli stílussal és egy kevés bájjal.”

## További információ
- Hivatalos oldal (angolul)
- Hivatalos oldal
- Kergetjük az amerikai álmot az Internet Movie Database oldalon (angolul)
- Kergetjük az amerikai álmot a PORT.hu-n (magyarul)